# Ramon Saladrigues i Fernández
Ramon Saladrigues i Fernández (1941) és un impressor, editor i activista cultural català.
Des de Bellpuig, a l'Urgell, ha estat promotor de diverses edicions en català a les terres de Ponent i a publicacions de les seves entitats culturals des dels anys més difícils. I també per l'impuls eficaç que ha donat a la sardana, la renovació de la música de cobla i l'extensió de la pedagogia musical, el 2006 fou guardonat amb la Creu de Sant Jordi.